# جيلكو توماتش
جيلكو توماتش مواليد 20 يونيو 1956 في رييكا، جمهورية يوغوسلافيا الاشتراكية الاتحادية، هو لاعب كرة يد كرواتي سابق تحول إلى التدريب بعد الاعتزال. هو مدرب مساعد حاليا منتخب النرويج لكرة اليد.

## الإنجازات
كلاعب
- بطولة يوغوسلافيا لكرة اليد 1976-77، 1977-78